# Bertrand Delanoë
Bertrand Delanoë, född 30 maj 1950 i Tunis, är en fransk politiker och medlem i franska socialistpartiet (Parti Socialiste, PS) sedan 1971. Han var borgmästare i Paris 2001–2014. Innan dess var han bland annat ledamot i franska senaten.
Delanoë är öppet homosexuell och var den första franska politiker som officiellt gick ut med detta, något han gjorde vid en TV-intervju 1998 (innan han valdes till borgmästare). Han är inte aktiv i några organisationer för homosexuellas rättigheter, men har ökat de kommunala bidragen till sådana organisationer och till organisationer som kämpar mot AIDS.
Den 5 oktober 2002 knivhöggs Delanoë under festivalnatten Nuit Blanche och fick tillbringa två veckor på sjukhus. Gärningsmannen sade till polisen att han hatade politiker och homosexuella.
Delanoë har lagt ner mycket kraft på att göra Paris till en miljövänligare stad. Bland annat har han som mål att göra sig av med all biltrafik i centrala Paris och bygga ut kollektivtrafiken. Han har också infört hyrbara cyklar som vem som helst kan hyra från olika stationer som finns överallt i staden. Detta har blivit en stor succé för både parisarna och för många turister, eftersom det är ett mycket enkelt sätt att förflytta sig i staden.
År 2014 efterträddes han som borgmästare av Anne Hidalgo.